# Holme St Cuthbert
Pour les articles homonymes, voir Holme et Cuthbert.
Holme St Cuthbert est un village et une paroisse civile de Cumbria, situé dans le nord-ouest de l'Angleterre. 